# Bracamoros
Se denomina en el amplio sentido de la palabra como Bracamoros a una confederación de numerosos grupos tribales indígenas amazónicos, que habitaron la cuenca del río Mayo-Chinchipe, el suroriente de la provincia de Zamora Chinchipe en Ecuador, la parte norte del departamento del Departamento de Cajamarca y la parte occidental del Departamento de Amazonas (Perú) en el Perú. Su capital fue la ciudad de Cumbinamá, y se cree que estuvo asentada sobre la actual parroquia Vergel, en Ecuador.  
De esta confederación se destacaron los grupos tribales de los Palandas, Chitos, Palacaras y Tacamoros en Ecuador; Pericos, Xorocas, Baguas, Chamayas, Chirinos, Pacaraes, Mandingas, Tabancares, Maracaconas y Tamborapas en el Perú; entre otros.

## Geografía
A la llegada de los españoles, estos grupos ocuparon territorios correspondientes a los cantones Palanda  y Chinchipe de la provincia de Zamora Chinchipe en Ecuador; a las provincias de San Ignacio y Jaén del departamento de Cajamarca; y a las provincias de Bagua y Utcubamba del Departamento de Amazonas en Perú.

## Lengua
Sobre la lengua que estos grupos tribales hablaban al parecer se tiene la certeza de que fueron varias, aunque la teoría más aceptada es la de que hablaban el xoroca y el patagón, la primera fue la misma lengua de la confederación Palta, de la provincia de Loja en Ecuador.  A estas lenguas se las clasifica junto con el shuar y el aguaruna en la familia lingüística Jivaroana.  

## Historia
En el año de 1538, el capitán español Pedro de Vergara intentó conquistar a los bracamoros, pero le fue imposible. Un año después, bajo el mando del Capitán Juan de Salinas y Loyola, las fuerzas españolas logran entrar en Cumbinamá.
El capitán Juan Porcel fue el encargado de dominar los pueblos nativos que quedaban en la zona y establecer el Corregimiento de Chuquimayo, posteriormente denominado Jaén de Bracamoros, y que llegaría a ser, primero provincia, y después gobernación del mismo nombre.  
Una historia en la provincia de Zamora Chinchipe, nos relata sobre la fama de las minas de Palanda, Palacara y Chito, y de la última mina de tres caciques: Samboa, Alba y Barbaltoro. Además otra historia nos relata sobre una frustrada ayuda de los bracamoros para pagar el rescate de Atahualpa ante Francisco Pizarro, con un contingente de oro de las minas de Nambija que no pudo llegar a su destino pues se perdió en el trayecto a Cajamarca. También fue descubierto recientemente los vestigios de una batalla entre bracamoros e incas en un poblado del cantón Palanda.

## Antecedentes
El origen de su nombre proviene del quechua pukamuru que significa 'cara pintada', nombre con que los Incas conocían a esta cultura, que después de varios intentos no pudieron dominar. Conocidos también como Nambijas o Rambonesm, las crónicas españolas los describen como aguerridos e indómitos, poseían una inmensa estatura y no estaban organizados pues cada tribu luchaba entre sí. 
La extinción de esta cultura todavía es un mito, en Ecuador se cree que no se dejaron dominar prefiriendo el suicidio enterrándose en grandes fosas comunes. En el Perú, después de haber sido sometidos a esclavitud por los españoles, los últimos bracamoros murieron en minas.  
Afortunadamente han quedado algunos vestigios culturales y lingüísticos de ellos, presentes en el hablar de los actuales habitantes de varias localidades en los cantones Chinchipe y Palanda.
Además existen en la actualidad algunos museos, donde puede observarse diversas manifestaciones culturales, principalmente en la ciudad de Jaén (CAJ).